# Pidonia debilis
Pidonia debilis är en skalbaggsart som beskrevs av Ernst Gustav Kraatz 1879. Pidonia debilis ingår i släktet Pidonia och familjen långhorningar. Inga underarter finns listade i Catalogue of Life.